# Apogon pacificus
Apogon pacificus is een  straalvinnige vissensoort uit de familie van kardinaalbaarzen (Apogonidae). De wetenschappelijke naam van de soort is voor het eerst geldig gepubliceerd in 1935 door Herre.
De soort staat op de Rode Lijst van de IUCN als niet bedreigd, beoordelingsjaar 2008.